# Inspektorat Graniczny nr 12
Inspektorat Graniczny nr 12 – jednostka organizacyjna Straży Granicznej pełniąca służbę ochronną na granicy polsko-niemieckiej w latach 1928–1939.

## Formowanie i zmiany organizacyjne
Rozporządzeniem Prezydenta Rzeczypospolitej Polskiej Ignacego Mościckiego z 22 marca 1928 roku, do ochrony północnej, zachodniej i południowej granicy państwa, a w szczególności do ich ochrony celnej, powoływano z dniem 2 kwietnia 1928 roku Straż Graniczną. Rozkazem nr 3 z 25 kwietnia 1928 roku w sprawach organizacji Wielkopolskiego Inspektoratu Okręgowego dowódca Straży Granicznej gen. bryg. Stefan Pasławski zatwierdził dyslokację, granice i strukturę inspektoratu granicznego nr 12 „Ostrów”. Rozkazem nr 4 z 17 grudnia 1934 roku w sprawach [...] zarządzeń organizacyjnych i zmian budżetowych, komendant Straży Granicznej płk Jan Jur-Gorzechowski wyłączył komisariat „Laski” z Inspektoratu Granicznego „Ostrów” i przydzielił do Inspektoratu Granicznego „Wieluń”. Rozkazem nr 2 z 30 listopada 1937 roku w sprawach [...] przeniesienia siedzib i likwidacji jednostek, komendant Straży Granicznej płk Jan Gorzechowski zniósł posterunek SG „Odolanów”. Tym samym rozkazem utworzył placówki II linii „Konin” podległą Inspektoratowi Okręgowemu. Rozkazem nr 2 z 8 września 1938 roku w sprawie terminologii odnośnie władz i jednostek organizacyjnych formacji, komendant Straży Granicznej płk Jan Gorzechowski nakazał zmienić nazwę Inspektoratu Granicznego „Ostrów” na Obwód Straży Granicznej „Ostrów”.

## Służba graniczna
Dowódca Straży Granicznej gen. bryg. Stefan Pasławski swoim rozkazem nr 3 z 25 kwietnia 1928 roku w sprawach organizacji Wielkopolskiego Inspektoratu Okręgowego określił granice inspektoratu granicznego: od północy: placówka Straży Granicznej „Zmysłowo” wyłącznie, od południa: placówka Straży Granicznej „Proszów” włącznie. Rozkazem nr 11 z 9 stycznia 1930 roku w sprawie organizacji Wielkopolskiego Inspektoratu Okręgowego komendant Straży Granicznej płk Jan Jur-Gorzechowski zatwierdził granice inspektoratu granicznego: od północnego wschodu: granica Inspektoratu Granicznego Leszno, od północnego zachodu: placówka Straży Granicznej I linii „Siemianice” włącznie.
Sąsiednie inspektoraty:
- Inspektorat Graniczny „Leszno” ⇔ Inspektorat Graniczny „Wieluń” − 1928

## Kierownicy/komendanci inspektoratu
| stopień     | imię i nazwisko      | okres pełnienia służby | kolejne stanowisko |
| ----------- | -------------------- | ---------------------- | ------------------ |
| nadkomisarz | Wacław Sacewicz      | 18 VIII 1934           | IG „Brodnica”      |
| inspektor   | Leon Braziulewicz    | 18 VIII 1934 – 1936/38 |                    |
| nadkomisarz | Konstanty Kononowicz | 10 IV 1938 -           |                    |

## Struktura organizacyjna
Organizacja inspektoratu w kwietniu 1928:
- komenda − Ostrów Wielkopolski
- komisariat Straży Granicznej „Krotoszyn”
- komisariat Straży Granicznej „Odolanów”
- komisariat Straży Granicznej „Sośnie”
- komisariat Straży Granicznej „Słupia”

Organizacja inspektoratu w styczniu 1930:
- komenda − Ostrów
- 1/12 komisariat Straży Granicznej „Krotoszyn”
- 2/12 komisariat Straży Granicznej „Sośnie”
- 3/12komisariat Straży Granicznej „Kobyla Góra”
- 4/12komisariat Straży Granicznej „Bralin”
- 5/12komisariat Straży Granicznej „Rychtal”
- 6/12 komisariat Straży Granicznej „Laski”